# Eich (Windeck)
Eich ist ein Ortsteil der Gemeinde Windeck im Rhein-Sieg-Kreis.

## Lage
Eich liegt auf den Hängen des Bergischen Landes im Siegtal. Nachbarorte sind Eulenbruch im Norden, Gansau im Südosten und Hundhausen im Südwesten. Der Ort liegt an der Bundesstraße 256.

## Geschichte
Das Dorf gehörte zum Kirchspiel Rosbach und zeitweise zur Bürgermeisterei Dattenfeld.
1830 wurde Eich als Hof erwähnt.
1845 hatte der Weiler 30 Einwohner in vier Häusern, davon 16 evangelisch und 14 katholisch. 1863 waren es 48 Personen. 1888 gab es 58 Bewohner in zehn Häusern.
1962 wohnten hier 45 und 1976 84 Personen.